# Domažlice, Nová Kdyně (volební obvod Českého zemského sněmu)
Domažlice, Nová Kdyně byl jednomandátový volební obvod Českého zemského sněmu. Volili v něm občané politického okresu Domažlice, kteří splnili podmínky volebního cenzu. Obvod nezahrnoval pouze město Domažlice, které bylo součástí městského volebního obvodu Klatovy, Domažlice. V rámci kuriového volebního systému se jednalo o skupinu venkovských obcí. Volební obvod byl zřízen s ustavením voleného sněmu v roce 1861 a definitivně zanikl se vznikem Československa roku 1918.

## Charakteristika obvodu
| Rok           | 1901  | 1908  |
| ------------- | ----- | ----- |
| Počet voličů  | 3 359 | 3 621 |
| Volební účast | 43,6  | 72,9  |

Volby probíhaly dvoukolovým většinovým systémem; pokud první kandidát nezískal více než 50 % hlasů, konalo se další kolo hlasování. Až do voleb 1895 se volilo nepřímo systémem volitelů; kdy každá obec v okrese vyslala podle svého počtu obyvatel určitý počet volitelů, kteří se poté sešli a zvolili poslance. Volební právo bylo po celou dobu existence obvodu omezené podle daňového cenzu, volit mohli pouze občané dané oblasti platící alespoň 5 zlatých přímých daní. Volební řád nespecifikoval pohlaví oprávněných voličů, v praxi však úřady k volbám připouštěly pouze muže. Pro příklad omezeného volebního práva je možno uvést situaci ze zemských voleb 1908, kdy mělo volební právo něco přes 9 % občanského obyvatelstva.
V obvodě měli dominantní postavení staročeši, a to až do devadesátých let. Od voleb 1895 se zde konaly těsné souboje mezi staročechy, mladočechy a agrárníky.

## Seznam poslanců
| Poslanec      | Poslanec       | Strana      | Volby      |
| ------------- | -------------- | ----------- | ---------- |
|               | Jakub Škarda   | staročeši   | 1861       |
| 1867 (leden)  | Jakub Škarda   | staročeši   |            |
| 1867 (březen) | Jakub Škarda   | staročeši   |            |
| 1870          | Jakub Škarda   | staročeši   |            |
| 1872          | Jakub Škarda   | staročeši   |            |
| 1873 dopl.    | Jakub Škarda   | staročeši   |            |
|               | Nikodem Eckert | ústavověrný | 1874 dopl. |
| 1878          | Nikodem Eckert | ústavověrný |            |
|               | Antonín Steidl | staročeši   | 1880 dopl. |
| 1883          | Antonín Steidl | staročeši   |            |
| 1889          | Antonín Steidl | staročeši   |            |
|               | Antonín Černý  | mladočeši   | 1895       |
|               | Antonín Steidl | staročeši   | 1901       |
|               | Tomáš Janovec  | agrárníci   | 1908       |

## Volby

### Volby 1908
| Zemské volby 1908        |                                 |                                 |             |             |             |
| Kandidát                 | Kandidát                        | Strana                          | První volba | První volba | První volba |
| Kandidát                 | Kandidát                        | Strana                          | Hlasy       | %           | ±%          |
|                          | Tomáš Janovec                   | Agrárníci                       | 1 844       | 70,5        | +55,3       |
|                          | Antonín Steidl                  | Staročeši                       | 380         | 14,5        | -31,2       |
|                          | Vladimír Halík                  | Sociální demokraté              | 369         | 14,1        | +11,6       |
|                          | roztříštěné hlasy               | roztříštěné hlasy               | 21          | 0,8         | -0,4        |
| neplatné a prázdné hlasy | neplatné a prázdné hlasy        | neplatné a prázdné hlasy        | 15          | 0,6         |             |
| Celkem/účast             | Celkem/účast                    | Celkem/účast                    | 2 629       | 72,6        | +29,0       |
|                          | Agrárníci získali od staročechů | Agrárníci získali od staročechů | ±           |             |             |

### Volby 1901
| Zemské volby 1901        |                                 |                                 |             |             |             |             |             |             |            |            |            |
| Kandidát                 | Kandidát                        | Strana                          | První volba | První volba | První volba | Druhá volba | Druhá volba | Druhá volba | Užší volba | Užší volba | Užší volba |
| Kandidát                 | Kandidát                        | Strana                          | Hlasy       | %           | ±%          | Hlasy       | %           | ±%          | Hlasy      | %          | ±%         |
|                          | Antonín Steidl                  | Staročeši                       | 669         | 45,7        | +12,1       | 836         | 49,2        |             | 1 206      | 59,9       |            |
|                          | Tomáš Janovec                   | Agrárníci                       | 222         | 15,2        | -11,2       | 495         | 29,1        |             | 808        | 40,1       |            |
|                          | Antonín Černý                   | nezávislý mladočech             | 318         | 21,7        | -18,3       | 254         | 14,9        |             |            |            |            |
|                          | Franz Semmelbauer               | německý kandidát                | 200         | 13,7        |             | 102         | 6,0         |             |            |            |            |
|                          | Vilém Černý                     | Sociální demokraté              | 36          | 2,5         |             | 9           | 0,5         |             |            |            |            |
|                          | roztříštěné hlasy               | roztříštěné hlasy               | 18          | 1,2         |             | 3           | 0,2         |             |            |            |            |
| neplatné a prázdné hlasy | neplatné a prázdné hlasy        | neplatné a prázdné hlasy        | 2           | 0,1         |             | 0           | 0,0         |             | 18         | 0,9        |            |
| Celkem/účast             | Celkem/účast                    | Celkem/účast                    | 1 465       | 43,6        |             | 1 699       | 50,6        |             | 2 032      | 60,5       |            |
|                          | Staročeši získali od mladočechů | Staročeši získali od mladočechů | ±           |             |             |             |             |             |            |            |            |

### Volby 1895
| Zemské volby 1895        |                                 |                                 |             |             |             |             |             |             |            |            |            |
| Kandidát                 | Kandidát                        | Strana                          | První volba | První volba | První volba | Druhá volba | Druhá volba | Druhá volba | Užší volba | Užší volba | Užší volba |
| Kandidát                 | Kandidát                        | Strana                          | Hlasy       | %           | ±%          | Hlasy       | %           | ±%          | Hlasy      | %          | ±%         |
|                          | Antonín Černý                   | Mladočeši                       | 44          | 40,0        | -0,6        | 47          | 42,7        |             | 57         | 53,3       | +12,7      |
|                          | Antonín Steidl                  | Staročeši                       | 37          | 33,6        | -25,8       | 52          | 47,3        |             | 50         | 46,7       | -12,7      |
|                          | J. Vondrovic                    | Agrárníci                       | 29          | 26,4        |             | 11          | 10,0        |             |            |            |            |
| neplatné a prázdné hlasy | neplatné a prázdné hlasy        | neplatné a prázdné hlasy        | 0           | 0,0         |             | 0           | 0,0         |             | 2          | 1,8        |            |
| Celkem/účast             | Celkem/účast                    | Celkem/účast                    | 110         | 99,1        | -2,3        | 110         | 99,1        |             | 109        | 98,2       |            |
|                          | Mladočeši získali od staročechů | Mladočeši získali od staročechů | ±           |             |             |             |             |             |            |            |            |

### Volby 1889
| Zemské volby 1889        |                          |                          |             |             |             |
| Kandidát                 | Kandidát                 | Strana                   | První volba | První volba | První volba |
| Kandidát                 | Kandidát                 | Strana                   | Hlasy       | %           | ±%          |
|                          | Antonín Steidl           | Staročeši                | 63          | 59,4        | -20,4       |
|                          | Václav Jodl              | Mladočeši                | 43          | 40,6        |             |
| neplatné a prázdné hlasy | neplatné a prázdné hlasy | neplatné a prázdné hlasy | 0           | 0,0         |             |
| Celkem/účast             | Celkem/účast             | Celkem/účast             | 106         |             |             |
|                          | Staročeši obhájili       | Staročeši obhájili       | ±           |             |             |

### Volby 1883
| Zemské volby 1883        |                          |                          |             |             |             |
| Kandidát                 | Kandidát                 | Strana                   | První volba | První volba | První volba |
| Kandidát                 | Kandidát                 | Strana                   | Hlasy       | %           | ±%          |
|                          | Antonín Steidl           | Staročeši                | 87          | 79,8        | +1,9        |
|                          | August Ziegler           | Ústavověrný              | 22          | 20,2        | -1,9        |
| neplatné a prázdné hlasy | neplatné a prázdné hlasy | neplatné a prázdné hlasy | 0           | 0,0         |             |
| Celkem/účast             | Celkem/účast             | Celkem/účast             | 109         | 97,3        | +0,1        |
|                          | Staročeši obhájili       | Staročeši obhájili       | ±           |             |             |

### Doplňovací vollby 1880
| Doplňovací zemské volby 1880 |                                    |                                    |             |             |             |
| Kandidát                     | Kandidát                           | Strana                             | První volba | První volba | První volba |
| Kandidát                     | Kandidát                           | Strana                             | Hlasy       | %           | ±%          |
|                              | Antonín Steidl                     | Staročeši                          | 81          | 77,9        | +51,0       |
|                              | Nikodem Eckert                     | Ústavověrný                        | 23          | 22,1        | -51,0       |
| neplatné a prázdné hlasy     | neplatné a prázdné hlasy           | neplatné a prázdné hlasy           | 1           | 1,0         |             |
| Celkem/účast                 | Celkem/účast                       | Celkem/účast                       | 105         | 97,2        |             |
|                              | Staročeši získali od ústavověrných | Staročeši získali od ústavověrných | ±           |             |             |

### Volby 1878
| Zemské volby 1878        |                      |                      |             |             |             |
| Kandidát                 | Kandidát             | Strana               | První volba | První volba | První volba |
| Kandidát                 | Kandidát             | Strana               | Hlasy       | %           | ±%          |
|                          | Nikodem Eckert       | Ústavověrný          | 79          | 73,1        | +16,0       |
|                          | Jan Tauer            | Staročeši            | 29          | 26,9        | -16,0       |
| neplatné a prázdné hlasy |                      |                      |             |             |             |
| Celkem/účast             | Celkem/účast         | Celkem/účast         | 108         |             |             |
|                          | Ústavověrní obhájili | Ústavověrní obhájili | ±           |             |             |

### Doplňovací volby 1874
| Doplňovací zemské volby 1874 |                                   |                                   |             |             |             |
| Kandidát                     | Kandidát                          | Strana                            | První volba | První volba | První volba |
| Kandidát                     | Kandidát                          | Strana                            | Hlasy       | %           | ±%          |
|                              | Nikodem Eckert                    | Ústavověrný                       | 60          | 57,1        | +42,1       |
|                              | Antonín Steidl                    | Staročeši                         | 45          | 42,9        | -42,1       |
| neplatné a prázdné hlasy     |                                   |                                   |             |             |             |
| Celkem/účast                 | Celkem/účast                      | Celkem/účast                      | 105         |             |             |
|                              | Ústavověrní získali od staročechů | Ústavověrní získali od staročechů | ±           |             |             |

### Doplňovací volby 1873
| Doplňovací zemské volby 1873 |                    |                    |             |             |             |
| Kandidát                     | Kandidát           | Strana             | První volba | První volba | První volba |
| Kandidát                     | Kandidát           | Strana             | Hlasy       | %           | ±%          |
|                              | Jakub Škarda       | Staročeši          | 85          | 85,0        | -1,6        |
|                              | August Ziegler     | Ústavověrný        | 15          | 15,0        | +1,6        |
| neplatné a prázdné hlasy     |                    |                    |             |             |             |
| Celkem/účast                 | Celkem/účast       | Celkem/účast       | 100         |             |             |
|                              | Staročeši obhájili | Staročeši obhájili | ±           |             |             |

### Volby 1872
| Zemské volby 1872        |                    |                    |             |             |             |
| Kandidát                 | Kandidát           | Strana             | První volba | První volba | První volba |
| Kandidát                 | Kandidát           | Strana             | Hlasy       | %           | ±%          |
|                          | Jakub Škarda       | Staročeši          | 84          | 86,6        | -13,4       |
|                          | Rank               | Ústavověrný        | 13          | 13,4        |             |
| neplatné a prázdné hlasy |                    |                    |             |             |             |
| Celkem/účast             | Celkem/účast       | Celkem/účast       | 100         |             |             |
|                          | Staročeši obhájili | Staročeši obhájili | ±           |             |             |

### Volby 1870
| Zemské volby 1870        |                    |                    |             |             |             |
| Kandidát                 | Kandidát           | Strana             | První volba | První volba | První volba |
| Kandidát                 | Kandidát           | Strana             | Hlasy       | %           | ±%          |
|                          | Jakub Škarda       | Staročeši          | 92          | 100,0       |             |
| neplatné a prázdné hlasy |                    |                    |             |             |             |
| Celkem/účast             | Celkem/účast       | Celkem/účast       | 92          |             |             |
|                          | Staročeši obhájili | Staročeši obhájili | ±           |             |             |

### Volby 1867 (březen)
| Zemské volby 1867 (březen) |                    |                    |             |             |             |
| Kandidát                   | Kandidát           | Strana             | První volba | První volba | První volba |
| Kandidát                   | Kandidát           | Strana             | Hlasy       | %           | ±%          |
|                            | Jakub Škarda       | Staročeši          | 85          |             |             |
|                            | Ostatní kandidáti  |                    |             |             |             |
| neplatné a prázdné hlasy   |                    |                    |             |             |             |
| Celkem/účast               |                    |                    |             |             |             |
|                            | Staročeši obhájili | Staročeši obhájili | ±           |             |             |

### Volby 1867 (leden)
| Zemské volby 1867 (leden) |                    |                    |             |             |             |
| Kandidát                  | Kandidát           | Strana             | První volba | První volba | První volba |
| Kandidát                  | Kandidát           | Strana             | Hlasy       | %           | ±%          |
|                           | Jakub Škarda       | Staročeši          | 87          | 87,0        |             |
|                           | roztříštěné hlasy  | roztříštěné hlasy  | 13          | 13,0        |             |
| neplatné a prázdné hlasy  |                    |                    |             |             |             |
| Celkem/účast              | Celkem/účast       | Celkem/účast       | 100         |             |             |
|                           | Staročeši obhájili | Staročeši obhájili | ±           |             |             |